# Euproctis melanarga
Euproctis melanarga är en fjärilsart som beskrevs av Collenette 1947. Euproctis melanarga ingår i släktet Euproctis och familjen tofsspinnare. Inga underarter finns listade i Catalogue of Life.